# Výstřely na Broadwayi
Výstřely na Broadwayi (v anglickém originále Bullets over Broadway) je americká kriminální komedie z roku 1994 režiséra Woodyho Allena. Scénář napsal Allen s Douglasem McGrathem a v hlavních rolích se objevili John Cusack, Dianne Wiest, Chazz Palminteri a Jennifer Tilly.
Film byl nominován na sedm Oscarů, včetně nominací za nejlepší původní scénář, režii a za nejlepší herečku a herce ve vedlejší roli. Dianne Wiest získala cenu za nejlepší herečku ve vedlejší roli a stalo se tak již podruhé, kdy získala tuto cenu za roli v Allenově filmu.

## Obsah filmu
V roce 1928 přichází na Broadway mladý idealistický dramatik David Shayne (John Cusack). Chce získat finance pro svou novou hru God of Our Fathers, a tak souhlasí, že obsadí Olive Neal (Jennifer Tilly), přítelkyni gangstera, který představení zaplatí. Olive je náročná a bez talentu, ale její bodyguard Cheech (Chazz Palminteri) má naopak vynikající nápady, které hru vylepšují.
Během příprav na premiéru je David na zbláznění nejen z toho, že Cheech přepisuje hru k obrazu svému, ale též z toho, že si začal aféru s herečkou Helen Sinclair (Dianne Wiest), a tím podvádí svou přítelkyni Ellen (Mary-Louise Parker). Aby komplikací nebylo málo, tak se Olive zaplete s hercem Warnerem Purcellem (Jim Broadbent), který trpí záchvatovitým přejídáním.

## Obsazení
| John Cusack             | David Shayne        |
| Dianne Wiest            | Helen Sinclair      |
| Jennifer Tilly          | Olive Neal          |
| Chazz Palminteri        | Cheech              |
| Mary-Louise Parker      | Ellen               |
| Jack Warden             | Julian Marx         |
| Joe Viterelli           | Nick Valenti        |
| Rob Reiner              | Sheldon Flender     |
| Tracey Ullman           | Eden Brent          |
| Jim Broadbent           | Warner Purcell      |
| Harvey Fierstein        | Sid Loomis          |
| Stacey Nelkin           | Rita                |
| Edie Falco              | Lorna               |
| Benay Venuta            | divadelní mecenáška |
| Debi Mazar              | Violet              |
| Małgorzata Zajączkowska | Lili                |
| Tony Sirico             | Rocco               |
| Tony Darrow             | Aldo                |

## Divadelní verze
Allen adaptoval film na divadelní muzikál, který nazval Bullets Over Broadway the Musical. Režii a choreografii k němu vytvořila Susan Stroman a produkovali ho Julian Schlossberg a Allenova mladší sestra Letty Aronson. První čtená zkouška se konala v červnu 2013 a muzikál měl broadwayskou premiéru v St. James Theatre dne 10. dubna 2014. V hlavních rolích se objevili Zach Braff jako David Shayne, Marin Mazzie jako Helen Sinclair, Karen Ziemba jako Eden Brent a dále pak Brooks Ashmanskas, Betsy Wolfe, Lenny Wolpe a Vincent Pastore. Hudební supervizor Glen Kelly pro představení složil několik dalších písní, včetně „Tain't Nobody's Bus'ness“, „Running Wild“, „Let's Misbehave“ a „I Found A New Baby“. Muzikál měl derniéru dne 24. srpna 2014 po 156 odehraných představeních a 33 předpremiérách.

## Ocenění
- Oscar za nejlepší ženský herecký výkon ve vedlejší roli — Dianne Wiest
- Zlatý glóbus za nejlepší ženský herecký výkon ve vedlejší roli — Dianne Wiest
- American Comedy Award za nejvtipnější herečku ve vedlejší roli — Dianne Wiest
- Chicago Film Critics Association Award pro nejlepší herečku — Dianne Wiest
- Dallas-Fort Worth Film Critics Association Award pro nejlepší herečku ve vedlejší roli — Dianne Wiest
- Independent Spirit Award pro nejlepší herečku ve vedlejší roli — Dianne Wiest
- Independent Spirit Award pro nejlepšího herce ve vedlejší roli — Chazz Palminteri
- Kansas City Film Critics Circle Award pro nejlepší herečku ve vedlejší roli — Dianne Wiest
- Los Angeles Film Critics Association Award pro nejlepší herečku ve vedlejší roli — Dianne Wiest
- National Society of Film Critics Award pro nejlepší herečku ve vedlejší roli — Dianne Wiest
- New York Film Critics Circle Award pro nejlepší herečku ve vedlejší roli — Dianne Wiest
- Sant Jordi Award pro nejlepšího zahraničního herce — Chazz Palminteri
- Cena Sdružení filmových a televizních herců pro nejlepší ženský herecký výkon ve vedlejší roli — Dianne Wiest
- Society of Texas Film Critics Award pro nejlepší herečku ve vedlejší roli — Dianne Wiest
- Southeastern Film Critics Association Award pro nejlepší herečku ve vedlejší roli — Dianne Wiest